# Porcelánová sbírka (Drážďany)

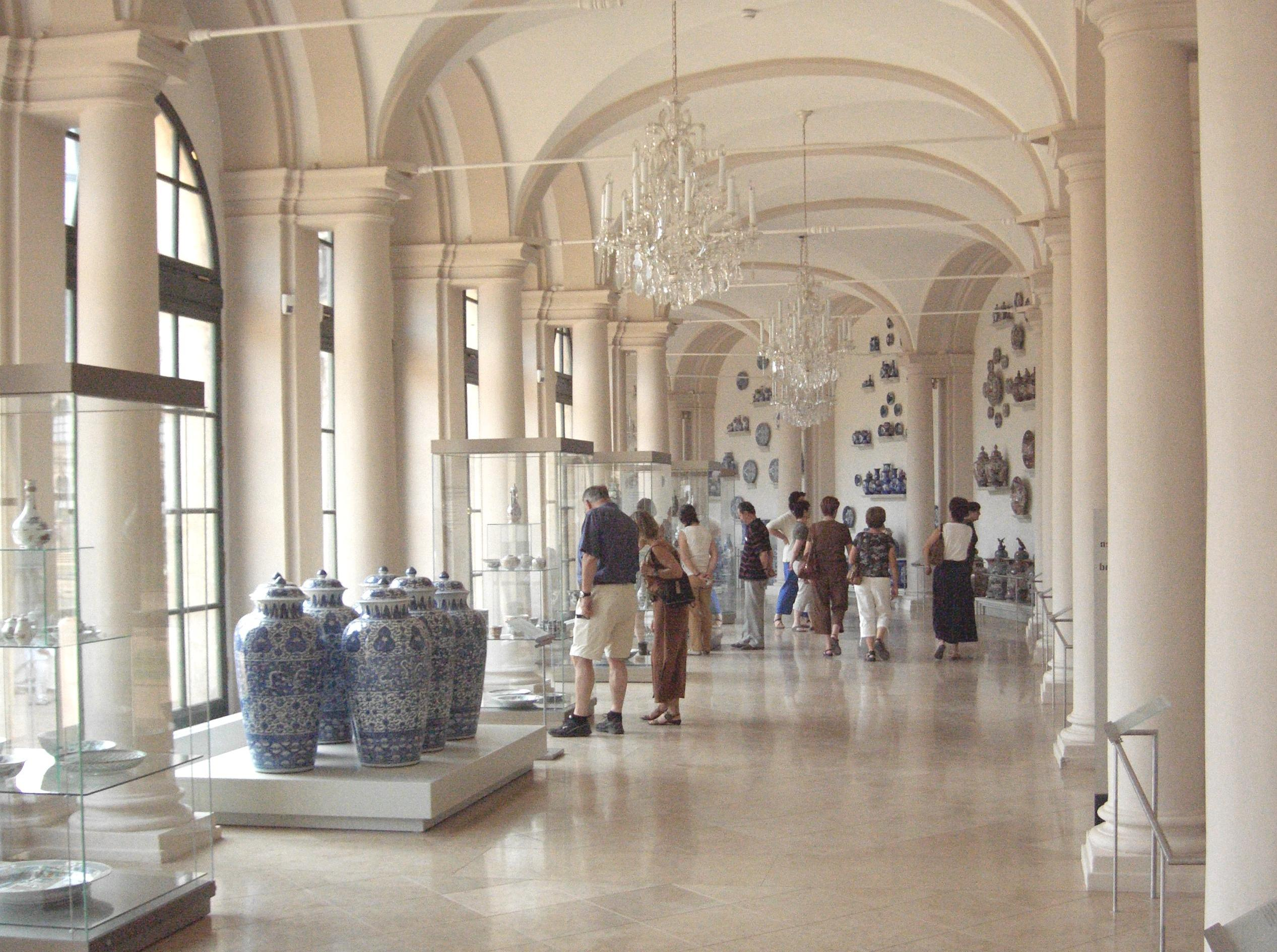
Saalflucht

Rozsáhlá sbírka porcelánu umístěná v drážďanském Zwingeru se řadí mezi největší a nejkrásnější na světě. Je součástní Státních uměleckých sbírek Drážďany.

## Historie
Sbírka byla založena v roce 1715 saským kurfiřtem a polským králem Augustem zvaným Silný (August der Starke), který byl vášnivým sběratelem obrazů, soch, starožitností a především právě porcelánu. On sám svou vášeň pro porcelán, který nazýval bílým zlatem, odkazoval na takzvanou „maladie de porcelain“, tedy porcelánovou nemoc. A právě tato jeho láska k porcelánu přispěla k tomu, že se dnes ve Zwingeru nachází druhá největší sbírka japonského a čínského porcelánu na světě.
Sbírka byla původně umístěna v Japonském paláci na pravém břehu Labe. Jen díky evakuaci přežila druhou světovou válku a v roce 1962 se přesunula do svého stávajícího domova v jižní části Zwingeru.

## Současnost

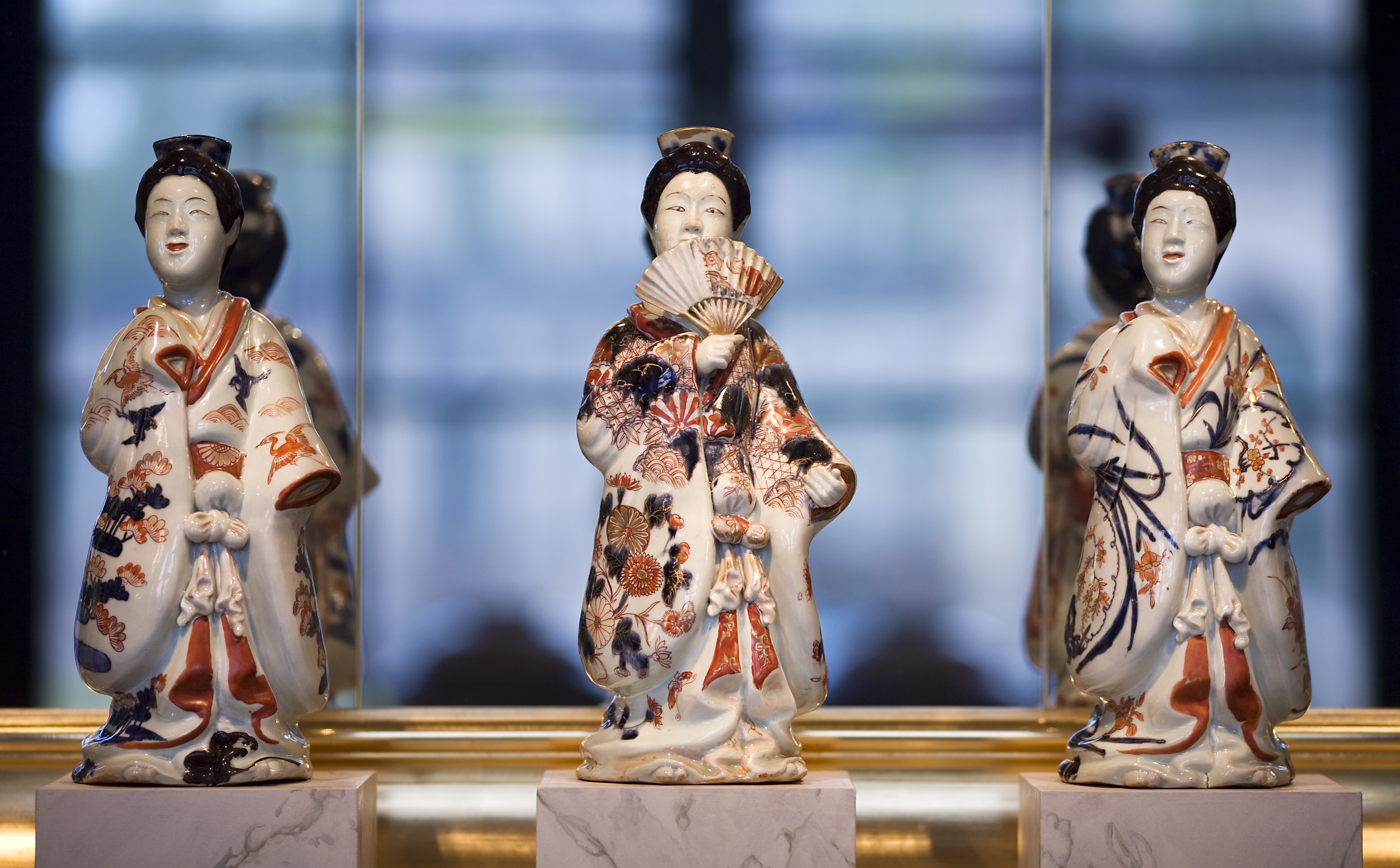
Japonské ženy

Dnes sbírka čítá na 20 000 exponátů a je možné ji rozdělit do několika částí. Jednu z nich představuje již zmiňovaný tradiční čínský a japonský porcelán (především modrobílý porcelán z dynastie Ming a Qing), k němuž patří i známé dračí vázy, které August Silný získal od krále Fridricha Viléma I. výměnou za regiment dragounů.
Další část výstavy skýtá možnost prohlédnout si slavný míšeňský porcelán. Toto nádobí je částečně zdobeno čínskými vzory nebo scénami z evropské mytologie, ale je možné narazit i na čistě bílé porcelánové sochy a malovaný porcelán včetně malých sošek komediantů nebo hudebníků. Pozoruhodnou je také síň plná soch zvířat jako jsou například opice, lvi nebo pávi, jež jsou vytvořeny právě z míšeňského porcelánu.
Z důvodu nedostatku místa je zde prezentováno pouze 750 exponátů. V říjnu roku 2006 byla výstava rozšířena o další galerii a výstavní plocha tak byla o čtvrtinu zvětšena. Prezentaci vytvořil během několika měsíců kombinací klasiky a moderny newyorský architekt Peter Marino.